# Vòng bảng UEFA Champions League 2020–21
Vòng bảng UEFA Champions League 2020–21 bắt đầu vào ngày 20 tháng 10 năm 2020 và kết thúc vào ngày 9 tháng 12 năm 2020. Tổng cộng có 32 đội cạnh tranh ở vòng bảng để xác định 16 suất lọt vào vòng đấu loại trực tiếp của UEFA Champions League 2020-21.

## Bốc thăm
Lễ bốc thăm được tổ chức tại Trường quay RTS ở Geneva, Thụy Sĩ vào ngày 1 tháng 10 năm 2020 lúc 17:00 CEST.
32 đội được bốc thăm vào 8 bảng 4 đội, với hạn chế là các đội từ cùng hiệp hội không được bốc thăm để đối đầu với nhau. Đối với lễ bốc thăm, các đội được xếp hạt giống vào bốn nhóm dựa trên những nguyên tắc sau (Quy định Điều 13.06):
- Nhóm 1 chứa đội đương kim vô địch Champions League và Europa League, và các đội vô địch của 6 hiệp hội hàng đầu dựa trên hệ số quốc gia UEFA năm 2019 của họ. Nếu một hoặc cả hai đội đương kim vô địch là một trong những đội vô địch của 6 hiệp hội hàng đầu, đội vô địch của hiệp hội có thứ hạng cao tiếp theo cũng được xếp hạt giống vào Nhóm 1.
- Nhóm 2, 3 và 4 chứa các đội còn lại, được xếp hạt giống dựa trên hệ số câu lạc bộ UEFA năm 2020 của họ.[3]

Vào ngày 17 tháng 7 năm 2014, Ban hội thẩm khẩn cấp UEFA quy định các câu lạc bộ Ukraina và Nga sẽ không được bốc thăm để đối đầu với nhau "cho đến khi có thông báo mới nhất" do tình trạng chính trị bất ổn giữa 2 quốc gia.
Hơn nữa, đối với các hiệp hội với hai hoặc nhiều đội, các đội được xếp cặp nhằm để chia họ ra làm hai nhóm 4 bảng (A–D, E–H) nhằm tối đa việc phát sóng truyền hình. Đối với mỗi cặp đội, đội nào được bốc thăm đầu tiên thì có 2 lựa chọn: nhóm A–D hoặc nhóm E–H. Sau khi đội đó rơi vào 1 trong 4 bảng thuộc 1 nhóm bất kỳ, thì đội còn lại trong cặp chỉ có thể vào 1 trong 4 bảng thuộc nhóm còn lại. Những đội không được xếp cặp do số đội của hiệp hội đó bị lẻ, thì có 2 lựa chọn là nhóm A-D hoặc nhóm E-H, tùy thuộc vào diễn biến bốc thăm. Các cặp đội sau đây được công bố bởi UEFA sau khi các đội tham dự vòng bảng được xác nhận:
- A  Bayern Munich và Borussia Dortmund
- B  Sevilla và Atlético Madrid
- C  Real Madrid và Barcelona
- D  Liverpool và Manchester United
- E  Juventus và Inter Milan
- F  Paris Saint-Germain và Marseille
- G  Zenit Saint Petersburg và Lokomotiv Moscow
- H  Manchester City và Chelsea
- I  Shakhtar Donetsk và Dynamo Kyiv
- J  RB Leipzig và Borussia Mönchengladbach
- K  Lazio và Atalanta

Ở mỗi lượt trận, một nhóm 4 bảng thi đấu các trận đấu của họ vào Thứ Ba, trong khi nhóm 4 bảng còn lại thi đấu các trận đấu của họ vào Thứ Tư, với thứ tự thi đấu của 2 nhóm thay đổi giữa mỗi lượt trận. Các lượt trận đã được xác định sau lễ bốc thăm, sử dụng máy vi tính để bốc thăm không công khai, với trình tự các trận đấu như sau (Quy định Điều 16.02):
| Lượt trận   | Thời gian               |
| ----------- | ----------------------- |
| Lượt trận 1 | 20–21 tháng 10 năm 2020 |
| Lượt trận 2 | 27–28 tháng 10 năm 2020 |
| Lượt trận 3 | 3–4 tháng 11 năm 2020   |
| Lượt trận 4 | 24–25 tháng 11 năm 2020 |
| Lượt trận 5 | 1–2 tháng 12 năm 2020   |
| Lượt trận 6 | 8–9 tháng 12 năm 2020   |

Có những hạn chế về việc sắp xếp lịch thi đấu: ví dụ, các đội từ cùng thành phố (như là Real Madrid và Atlético Madrid hay Manchester City và Manchester United) nói chung không được xếp lịch để thi đấu tại sân nhà trong cùng một lượt trận (để tránh các đội thi đấu tại sân nhà trong cùng ngày hoặc các ngày liên tiếp, vì lý do hậu cần và kiểm soát đám đông), và các đội từ "các quốc gia mùa đông lạnh" (như là Nga) không được xếp lịch để thi đấu tại sân nhà trong lượt trận cuối cùng (do thời tiết giá lạnh).

## Các đội bóng
Dưới đây là các đội tham dự (với hệ số câu lạc bộ UEFA năm 2020 của họ), được xếp theo nhóm hạt giống của họ. Họ bao gồm:
- 26 đội tham dự vào vòng đấu này
- 6 đội thắng của vòng play-off (4 đội từ Nhóm các đội vô địch, 2 đội từ Nhóm các đội không vô địch)

| Chú thích màu sắc                                 |
| ------------------------------------------------- |
| Đội nhất và nhì bảng đi tiếp vào vòng 16 đội      |
| Đội đứng thứ ba tham dự vòng 32 đội Europa League |

| Hiệp hội | Đội                    | Ghi chú | Hệ số   |
| -------- | ---------------------- | ------- | ------- |
| TH & 4   | Bayern Munich          |         | 136.000 |
| EL       | Sevilla                |         | 102.000 |
| 1        | Real Madrid            |         | 134.000 |
| 2        | Liverpool              |         | 99.000  |
| 3        | Juventus               |         | 117.000 |
| 5        | Paris Saint-Germain    |         | 113.000 |
| 6        | Zenit Saint Petersburg |         | 64.000  |
| 7        | Porto                  |         | 75.000  |

| Đội               | Ghi chú | Hệ số   |
| ----------------- | ------- | ------- |
| Barcelona         |         | 128.000 |
| Atlético Madrid   |         | 127.000 |
| Manchester City   |         | 116.000 |
| Manchester United |         | 100.000 |
| Shakhtar Donetsk  |         | 85.000  |
| Borussia Dortmund |         | 85.000  |
| Chelsea           |         | 83.000  |
| Ajax              |         | 69.500  |

| Đội               | Ghi chú | Hệ số  |
| ----------------- | ------- | ------ |
| Dynamo Kyiv       | [LP]    | 55.000 |
| Red Bull Salzburg | [CP]    | 53.500 |
| RB Leipzig        |         | 49.000 |
| Inter Milan       |         | 44.000 |
| Olympiacos        | [CP]    | 43.000 |
| Lazio             |         | 41.000 |
| Krasnodar         | [LP]    | 35.500 |
| Atalanta          |         | 33.500 |

| Đội                      | Ghi chú | Hệ số  |
| ------------------------ | ------- | ------ |
| Lokomotiv Moscow         |         | 33.000 |
| Marseille                |         | 31.000 |
| Club Brugge              |         | 28.500 |
| Borussia Mönchengladbach |         | 26.000 |
| İstanbul Başakşehir      |         | 21.500 |
| Midtjylland              | [CP]    | 14.500 |
| Rennes                   |         | 14.000 |
| Ferencváros              | [CP]    | 9.000  |

Ghi chú
1. TH Đội đương kim vô địch Champions League, tự động được xếp vào Nhóm 1 với tư cách hạt giống hàng đầu.
2. EL Đội đương kim vô địch Europa League, tự động được xếp vào Nhóm 1 với tư cách hạt giống hàng đầu thứ hai.
3. CP Đội thắng của vòng play-off (Nhóm các đội vô địch).
4. LP Đội thắng của vòng play-off (Nhóm các đội không vô địch).

## Thể thức
Ở mỗi bảng, các đội đối đầu với nhau theo thể thức vòng tròn đấu sân nhà và sân khách. Đội nhất và nhì bảng đi tiếp vào vòng 16 đội, trong khi đội đứng thứ ba tham dự vòng 32 đội Europa League.

### Tiêu chí xếp hạng
Các đội được xếp hạng dựa theo điểm số (3 điểm cho một trận thắng, 1 điểm cho một trận hòa, 0 điểm cho một trận thua), và nếu bằng điểm, tiêu chí xếp hạng sau đây được áp dụng, theo thứ tự được thể hiện, để xác định thứ hạng (Quy định Điều 17.01):
1. Số điểm trong các trận đấu đối đầu giữa các đội bằng điểm;
2. Hiệu số bàn thắng thua trong các trận đấu đối đầu giữa các đội bằng điểm;
3. Số bàn thắng ghi được trong các trận đấu đối đầu giữa các đội bằng điểm;
4. Số bàn thắng sân khách ghi được trong các trận đấu đối đầu giữa các đội bằng điểm;
5. Nếu có nhiều hơn 2 đội bằng điểm, và sau khi áp dụng tất cả tiêu chí đối đầu trên, một nhóm đội vẫn bằng điểm, tất cả tiêu chí đối đầu trên được áp dụng lại dành riêng cho nhóm đội này;
6. Hiệu số bàn thắng thua trong tất cả các trận đấu vòng bảng;
7. Số bàn thắng ghi được trong tất cả các trận đấu vòng bảng;
8. Số bàn thắng sân khách ghi được trong tất cả các trận đấu vòng bảng;
9. Số trận thắng trong tất cả các trận đấu vòng bảng;
10. Số trận thắng sân khách trong tất cả các trận đấu vòng bảng;
11. Điểm kỷ luật (thẻ đỏ = 3 điểm, thẻ vàng = 1 điểm, bị truất quyền thi đấu do phải nhận hai thẻ vàng trong một trận đấu = 3 điểm);
12. Hệ số câu lạc bộ UEFA.

## Các bảng đấu

### Bảng A
| VT | Đội               | ST | T | H | B | BT | BB | HS  | Đ  | Giành quyền tham dự                 |  | BAY | ATM | SAL | LMO |
| -- | ----------------- | -- | - | - | - | -- | -- | --- | -- | ----------------------------------- |  | --- | --- | --- | --- |
| 1  | Bayern Munich     | 6  | 5 | 1 | 0 | 18 | 5  | +13 | 16 | Đi tiếp vào vòng đấu loại trực tiếp |  | —   | 4–0 | 3–1 | 2–0 |
| 2  | Atlético Madrid   | 6  | 2 | 3 | 1 | 7  | 8  | −1  | 9  | Đi tiếp vào vòng đấu loại trực tiếp |  | 1–1 | —   | 3–2 | 0–0 |
| 3  | Red Bull Salzburg | 6  | 1 | 1 | 4 | 10 | 17 | −7  | 4  | Chuyển qua Europa League            |  | 2–6 | 0–2 | —   | 2–2 |
| 4  | Lokomotiv Moscow  | 6  | 0 | 3 | 3 | 5  | 10 | −5  | 3  |                                     |  | 1–2 | 1–1 | 1–3 | —   |

| Red Bull Salzburg                | 2–2      | Lokomotiv Moscow            |
| -------------------------------- | -------- | --------------------------- |
| - Szoboszlai 45' - Junuzović 50' | Chi tiết | - Eder 19' - Lisakovich 75' |

| Bayern Munich                                 | 4–0      | Atlético Madrid |
| --------------------------------------------- | -------- | --------------- |
| - Coman 28', 72' - Goretzka 41' - Tolisso 66' | Chi tiết |                 |

| Lokomotiv Moscow    | 1–2      | Bayern Munich                |
| ------------------- | -------- | ---------------------------- |
| - An. Miranchuk 70' | Chi tiết | - Goretzka 13' - Kimmich 79' |

| Atlético Madrid                 | 3–2      | Red Bull Salzburg                    |
| ------------------------------- | -------- | ------------------------------------ |
| - Llorente 29' - Félix 52', 85' | Chi tiết | - Szoboszlai 40' - Felipe 47' (l.n.) |

| Lokomotiv Moscow            | 1–1      | Atlético Madrid |
| --------------------------- | -------- | --------------- |
| - An. Miranchuk 25' (ph.đ.) | Chi tiết | - Giménez 18'   |

| Red Bull Salzburg          | 2–6      | Bayern Munich                                                                                     |
| -------------------------- | -------- | ------------------------------------------------------------------------------------------------- |
| - Berisha 4' - Okugawa 66' | Chi tiết | - Lewandowski 21' (ph.đ.), 88' - Kristensen 44' (l.n.) - Boateng 79' - Sané 83' - Hernandez 90+2' |

| Atlético Madrid | 0–0      | Lokomotiv Moscow |
| --------------- | -------- | ---------------- |
|                 | Chi tiết |                  |

| Bayern Munich                            | 3–1      | Red Bull Salzburg |
| ---------------------------------------- | -------- | ----------------- |
| - Lewandowski 43' - Coman 52' - Sané 68' | Chi tiết | - Berisha 73'     |

| Lokomotiv Moscow            | 1–3      | Red Bull Salzburg                |
| --------------------------- | -------- | -------------------------------- |
| - An. Miranchuk 79' (ph.đ.) | Chi tiết | - Berisha 28', 41' - Adeyemi 81' |

| Atlético Madrid | 1–1      | Bayern Munich        |
| --------------- | -------- | -------------------- |
| - Félix 26'     | Chi tiết | - Müller 86' (ph.đ.) |

| Bayern Munich                  | 2–0      | Lokomotiv Moscow |
| ------------------------------ | -------- | ---------------- |
| - Süle 63' - Choupo-Moting 80' | Chi tiết |                  |

| Red Bull Salzburg | 0–2      | Atlético Madrid              |
| ----------------- | -------- | ---------------------------- |
|                   | Chi tiết | - Hermoso 39' - Carrasco 86' |

### Bảng B
| VT | Đội                      | ST | T | H | B | BT | BB | HS | Đ  | Giành quyền tham dự                 |  | RMA | MGB | SHK | INT |
| -- | ------------------------ | -- | - | - | - | -- | -- | -- | -- | ----------------------------------- |  | --- | --- | --- | --- |
| 1  | Real Madrid              | 6  | 3 | 1 | 2 | 11 | 9  | +2 | 10 | Đi tiếp vào vòng đấu loại trực tiếp |  | —   | 2–0 | 2–3 | 3–2 |
| 2  | Borussia Mönchengladbach | 6  | 2 | 2 | 2 | 16 | 9  | +7 | 8  | Đi tiếp vào vòng đấu loại trực tiếp |  | 2–2 | —   | 4–0 | 2–3 |
| 3  | Shakhtar Donetsk         | 6  | 2 | 2 | 2 | 5  | 12 | −7 | 8  | Chuyển qua Europa League            |  | 2–0 | 0–6 | —   | 0–0 |
| 4  | Inter Milan              | 6  | 1 | 3 | 2 | 7  | 9  | −2 | 6  |                                     |  | 0–2 | 2–2 | 0–0 | —   |

1. 1 2  Điểm đối đầu: Borussia Mönchengladbach 6, Shakhtar Donetsk 0.

| Real Madrid                 | 2–3      | Shakhtar Donetsk                             |
| --------------------------- | -------- | -------------------------------------------- |
| - Modrić 54' - Vinícius 59' | Chi tiết | - Tetê 29' - Varane 33' (l.n.) - Solomon 42' |

| Inter Milan       | 2–2      | Borussia Mönchengladbach               |
| ----------------- | -------- | -------------------------------------- |
| - Lukaku 49', 90' | Chi tiết | - Bensebaini 63' (ph.đ.) - Hofmann 84' |

| Shakhtar Donetsk | 0–0      | Inter Milan |
| ---------------- | -------- | ----------- |
|                  | Chi tiết |             |

| Borussia Mönchengladbach | 2–2      | Real Madrid                    |
| ------------------------ | -------- | ------------------------------ |
| - Thuram 33', 58'        | Chi tiết | - Benzema 87' - Casemiro 90+3' |

| Shakhtar Donetsk | 0–6      | Borussia Mönchengladbach                                              |
| ---------------- | -------- | --------------------------------------------------------------------- |
|                  | Chi tiết | - Pléa 8', 26', 78' - Bondar 17' (l.n.) - Bensebaini 44' - Stindl 65' |

| Real Madrid                             | 3–2      | Inter Milan                  |
| --------------------------------------- | -------- | ---------------------------- |
| - Benzema 25' - Ramos 33' - Rodrygo 80' | Chi tiết | - Martínez 35' - Perišić 68' |

| Borussia Mönchengladbach                                     | 4–0      | Shakhtar Donetsk |
| ------------------------------------------------------------ | -------- | ---------------- |
| - Stindl 17' (ph.đ.) - Elvedi 34' - Embolo 45+1' - Wendt 77' | Chi tiết |                  |

| Inter Milan | 0–2      | Real Madrid                             |
| ----------- | -------- | --------------------------------------- |
|             | Chi tiết | - Hazard 7' (ph.đ.) - Hakimi 59' (l.n.) |

| Shakhtar Donetsk             | 2–0      | Real Madrid |
| ---------------------------- | -------- | ----------- |
| - Dentinho 57' - Solomon 82' | Chi tiết |             |

| Borussia Mönchengladbach | 2–3      | Inter Milan                     |
| ------------------------ | -------- | ------------------------------- |
| - Pléa 45+1', 76'        | Chi tiết | - Darmian 17' - Lukaku 64', 73' |

| Real Madrid       | 2–0      | Borussia Mönchengladbach |
| ----------------- | -------- | ------------------------ |
| - Benzema 9', 32' | Chi tiết |                          |

| Inter Milan | 0–0      | Shakhtar Donetsk |
| ----------- | -------- | ---------------- |
|             | Chi tiết |                  |

### Bảng C
| VT | Đội             | ST | T | H | B | BT | BB | HS  | Đ  | Giành quyền tham dự                 |  | MCI | POR | OLY | MAR |
| -- | --------------- | -- | - | - | - | -- | -- | --- | -- | ----------------------------------- |  | --- | --- | --- | --- |
| 1  | Manchester City | 6  | 5 | 1 | 0 | 13 | 1  | +12 | 16 | Đi tiếp vào vòng đấu loại trực tiếp |  | —   | 3–1 | 3–0 | 3–0 |
| 2  | Porto           | 6  | 4 | 1 | 1 | 10 | 3  | +7  | 13 | Đi tiếp vào vòng đấu loại trực tiếp |  | 0–0 | —   | 2–0 | 3–0 |
| 3  | Olympiacos      | 6  | 1 | 0 | 5 | 2  | 10 | −8  | 3  | Chuyển qua Europa League            |  | 0–1 | 0–2 | —   | 1–0 |
| 4  | Marseille       | 6  | 1 | 0 | 5 | 2  | 13 | −11 | 3  |                                     |  | 0–3 | 0–2 | 2–1 | —   |

1. 1 2  Bằng điểm đối đầu (3). Bàn thắng sân khách đối đầu: Olympiacos 1, Marseille 0.

| Manchester City                                  | 3–1      | Porto      |
| ------------------------------------------------ | -------- | ---------- |
| - Agüero 20' (ph.đ.) - Gündoğan 65' - Torres 73' | Chi tiết | - Díaz 14' |

| Olympiacos     | 1–0      | Marseille |
| -------------- | -------- | --------- |
| - Hassan 90+1' | Chi tiết |           |

| Porto                       | 2–0      | Olympiacos |
| --------------------------- | -------- | ---------- |
| - Vieira 11' - Oliveira 85' | Chi tiết |            |

| Marseille | 0–3      | Manchester City                            |
| --------- | -------- | ------------------------------------------ |
|           | Chi tiết | - Torres 18' - Gündoğan 76' - Sterling 81' |

| Manchester City                                | 3–0      | Olympiacos |
| ---------------------------------------------- | -------- | ---------- |
| - Torres 12' - Gabriel Jesus 81' - Cancelo 90' | Chi tiết |            |

| Porto                                         | 3–0      | Marseille |
| --------------------------------------------- | -------- | --------- |
| - Marega 4' - Oliveira 28' (ph.đ.) - Díaz 69' | Chi tiết |           |

| Olympiacos | 0–1      | Manchester City |
| ---------- | -------- | --------------- |
|            | Chi tiết | - Foden 36'     |

| Marseille | 0–2      | Porto                               |
| --------- | -------- | ----------------------------------- |
|           | Chi tiết | - Sanusi 39' - Oliveira 72' (ph.đ.) |

| Marseille                        | 2–1      | Olympiacos   |
| -------------------------------- | -------- | ------------ |
| - Payet 55' (ph.đ.), 75' (ph.đ.) | Chi tiết | - Camara 33' |

| Porto | 0–0      | Manchester City |
| ----- | -------- | --------------- |
|       | Chi tiết |                 |

| Manchester City                               | 3–0      | Marseille |
| --------------------------------------------- | -------- | --------- |
| - Torres 48' - Agüero 77' - Álvaro 90' (l.n.) | Chi tiết |           |

| Olympiacos | 0–2      | Porto                            |
| ---------- | -------- | -------------------------------- |
|            | Chi tiết | - Otávio 10' (ph.đ.) - Uribe 77' |

### Bảng D
| VT | Đội         | ST | T | H | B | BT | BB | HS | Đ  | Giành quyền tham dự                 |  | LIV | ATA | AJX | MID |
| -- | ----------- | -- | - | - | - | -- | -- | -- | -- | ----------------------------------- |  | --- | --- | --- | --- |
| 1  | Liverpool   | 6  | 4 | 1 | 1 | 10 | 3  | +7 | 13 | Đi tiếp vào vòng đấu loại trực tiếp |  | —   | 0–2 | 1–0 | 2–0 |
| 2  | Atalanta    | 6  | 3 | 2 | 1 | 10 | 8  | +2 | 11 | Đi tiếp vào vòng đấu loại trực tiếp |  | 0–5 | —   | 2–2 | 1–1 |
| 3  | Ajax        | 6  | 2 | 1 | 3 | 7  | 7  | 0  | 7  | Chuyển qua Europa League            |  | 0–1 | 0–1 | —   | 3–1 |
| 4  | Midtjylland | 6  | 0 | 2 | 4 | 4  | 13 | −9 | 2  |                                     |  | 1–1 | 0–4 | 1–2 | —   |

| Ajax | 0–1      | Liverpool               |
| ---- | -------- | ----------------------- |
|      | Chi tiết | - Tagliafico 35' (l.n.) |

| Midtjylland | 0–4      | Atalanta                                              |
| ----------- | -------- | ----------------------------------------------------- |
|             | Chi tiết | - Zapata 26' - Gómez 36' - Muriel 42' - Miranchuk 89' |

| Liverpool                        | 2–0      | Midtjylland |
| -------------------------------- | -------- | ----------- |
| - Jota 55' - Salah 90+3' (ph.đ.) | Chi tiết |             |

| Atalanta          | 2–2      | Ajax                             |
| ----------------- | -------- | -------------------------------- |
| - Zapata 54', 60' | Chi tiết | - Tadić 30' (ph.đ.) - Traoré 38' |

| Midtjylland  | 1–2      | Ajax                    |
| ------------ | -------- | ----------------------- |
| - Dreyer 18' | Chi tiết | - Antony 1' - Tadić 13' |

| Atalanta | 0–5      | Liverpool                                   |
| -------- | -------- | ------------------------------------------- |
|          | Chi tiết | - Jota 16', 33', 54' - Salah 47' - Mané 49' |

| Liverpool | 0–2      | Atalanta                  |
| --------- | -------- | ------------------------- |
|           | Chi tiết | - Iličić 60' - Gosens 64' |

| Ajax                                         | 3–1      | Midtjylland         |
| -------------------------------------------- | -------- | ------------------- |
| - Gravenberch 47' - Mazraoui 49' - Neres 66' | Chi tiết | - Mabil 80' (ph.đ.) |

| Liverpool   | 1–0      | Ajax |
| ----------- | -------- | ---- |
| - Jones 58' | Chi tiết |      |

| Atalanta     | 1–1      | Midtjylland  |
| ------------ | -------- | ------------ |
| - Romero 79' | Chi tiết | - Scholz 13' |

| Ajax | 0–1      | Atalanta     |
| ---- | -------- | ------------ |
|      | Chi tiết | - Muriel 85' |

| Midtjylland          | 1–1      | Liverpool  |
| -------------------- | -------- | ---------- |
| - Scholz 62' (ph.đ.) | Chi tiết | - Salah 1' |

### Bảng E
| VT | Đội       | ST | T | H | B | BT | BB | HS  | Đ  | Giành quyền tham dự                 |  | CHE | SEV | KRA | REN |
| -- | --------- | -- | - | - | - | -- | -- | --- | -- | ----------------------------------- |  | --- | --- | --- | --- |
| 1  | Chelsea   | 6  | 4 | 2 | 0 | 14 | 2  | +12 | 14 | Đi tiếp vào vòng đấu loại trực tiếp |  | —   | 0–0 | 1–1 | 3–0 |
| 2  | Sevilla   | 6  | 4 | 1 | 1 | 9  | 8  | +1  | 13 | Đi tiếp vào vòng đấu loại trực tiếp |  | 0–4 | —   | 3–2 | 1–0 |
| 3  | Krasnodar | 6  | 1 | 2 | 3 | 6  | 11 | −5  | 5  | Chuyển qua Europa League            |  | 0–4 | 1–2 | —   | 1–0 |
| 4  | Rennes    | 6  | 0 | 1 | 5 | 3  | 11 | −8  | 1  |                                     |  | 1–2 | 1–3 | 1–1 | —   |

| Chelsea | 0–0      | Sevilla |
| ------- | -------- | ------- |
|         | Chi tiết |         |

| Rennes                 | 1–1      | Krasnodar     |
| ---------------------- | -------- | ------------- |
| - Guirassy 56' (ph.đ.) | Chi tiết | - Ramírez 59' |

| Krasnodar | 0–4      | Chelsea                                                           |
| --------- | -------- | ----------------------------------------------------------------- |
|           | Chi tiết | - Hudson-Odoi 37' - Werner 76' (ph.đ.) - Ziyech 79' - Pulisic 90' |

| Sevilla       | 1–0      | Rennes |
| ------------- | -------- | ------ |
| - De Jong 55' | Chi tiết |        |

| Sevilla                            | 3–2      | Krasnodar                           |
| ---------------------------------- | -------- | ----------------------------------- |
| - Rakitić 42' - En-Nesyri 69', 72' | Chi tiết | - Suleymanov 17' - Berg 21' (ph.đ.) |

| Chelsea                                         | 3–0      | Rennes |
| ----------------------------------------------- | -------- | ------ |
| - Werner 10' (ph.đ.), 41' (ph.đ.) - Abraham 50' | Chi tiết |        |

| Krasnodar       | 1–2      | Sevilla                    |
| --------------- | -------- | -------------------------- |
| - Wanderson 56' | Chi tiết | - Rakitić 4' - Munir 90+5' |

| Rennes         | 1–2      | Chelsea                          |
| -------------- | -------- | -------------------------------- |
| - Guirassy 85' | Chi tiết | - Hudson-Odoi 22' - Giroud 90+1' |

| Krasnodar  | 1–0      | Rennes |
| ---------- | -------- | ------ |
| - Berg 71' | Chi tiết |        |

| Sevilla | 0–4      | Chelsea                            |
| ------- | -------- | ---------------------------------- |
|         | Chi tiết | - Giroud 8', 54', 74', 83' (ph.đ.) |

| Chelsea                | 1–1      | Krasnodar     |
| ---------------------- | -------- | ------------- |
| - Jorginho 28' (ph.đ.) | Chi tiết | - Cabella 24' |

| Rennes               | 1–3      | Sevilla                             |
| -------------------- | -------- | ----------------------------------- |
| - Rutter 86' (ph.đ.) | Chi tiết | - Koundé 32' - En-Nesyri 45+2', 81' |

### Bảng F
| VT | Đội                    | ST | T | H | B | BT | BB | HS | Đ  | Giành quyền tham dự                 |  | DOR | LAZ | BRU | ZEN |
| -- | ---------------------- | -- | - | - | - | -- | -- | -- | -- | ----------------------------------- |  | --- | --- | --- | --- |
| 1  | Borussia Dortmund      | 6  | 4 | 1 | 1 | 12 | 5  | +7 | 13 | Đi tiếp vào vòng đấu loại trực tiếp |  | —   | 1–1 | 3–0 | 2–0 |
| 2  | Lazio                  | 6  | 2 | 4 | 0 | 11 | 7  | +4 | 10 | Đi tiếp vào vòng đấu loại trực tiếp |  | 3–1 | —   | 2–2 | 3–1 |
| 3  | Club Brugge            | 6  | 2 | 2 | 2 | 8  | 10 | −2 | 8  | Chuyển qua Europa League            |  | 0–3 | 1–1 | —   | 3–0 |
| 4  | Zenit Saint Petersburg | 6  | 0 | 1 | 5 | 4  | 13 | −9 | 1  |                                     |  | 1–2 | 1–1 | 1–2 | —   |

| Zenit Saint Petersburg | 1–2      | Club Brugge                       |
| ---------------------- | -------- | --------------------------------- |
| - Horvath 74' (l.n.)   | Chi tiết | - Dennis 63' - De Ketelaere 90+3' |

| Lazio                                            | 3–1      | Borussia Dortmund |
| ------------------------------------------------ | -------- | ----------------- |
| - Immobile 6' - Hitz 23' (l.n.) - Akpa Akpro 76' | Chi tiết | - Haaland 71'     |

| Borussia Dortmund                    | 2–0      | Zenit Saint Petersburg |
| ------------------------------------ | -------- | ---------------------- |
| - Sancho 78' (ph.đ.) - Haaland 90+1' | Chi tiết |                        |

| Club Brugge           | 1–1      | Lazio        |
| --------------------- | -------- | ------------ |
| - Vanaken 42' (ph.đ.) | Chi tiết | - Correa 14' |

| Zenit Saint Petersburg | 1–1      | Lazio         |
| ---------------------- | -------- | ------------- |
| - Yerokhin 32'         | Chi tiết | - Caicedo 82' |

| Club Brugge | 0–3      | Borussia Dortmund               |
| ----------- | -------- | ------------------------------- |
|             | Chi tiết | - Hazard 14' - Haaland 18', 32' |

| Lazio                                   | 3–1      | Zenit Saint Petersburg |
| --------------------------------------- | -------- | ---------------------- |
| - Immobile 3', 55' (ph.đ.) - Parolo 22' | Chi tiết | - Dzyuba 25'           |

| Borussia Dortmund               | 3–0      | Club Brugge |
| ------------------------------- | -------- | ----------- |
| - Haaland 18', 60' - Sancho 45' | Chi tiết |             |

| Borussia Dortmund | 1–1      | Lazio                  |
| ----------------- | -------- | ---------------------- |
| - Guerreiro 44'   | Chi tiết | - Immobile 67' (ph.đ.) |

| Club Brugge                                         | 3–0      | Zenit Saint Petersburg |
| --------------------------------------------------- | -------- | ---------------------- |
| - De Ketelaere 33' - Vanaken 58' (ph.đ.) - Lang 73' | Chi tiết |                        |

| Zenit Saint Petersburg | 1–2      | Borussia Dortmund           |
| ---------------------- | -------- | --------------------------- |
| - Driussi 16'          | Chi tiết | - Piszczek 68' - Witsel 78' |

| Lazio                               | 2–2      | Club Brugge                |
| ----------------------------------- | -------- | -------------------------- |
| - Correa 12' - Immobile 27' (ph.đ.) | Chi tiết | - Vormer 15' - Vanaken 76' |

### Bảng G
| VT | Đội         | ST | T | H | B | BT | BB | HS  | Đ  | Giành quyền tham dự                 |  | JUV | BAR | DKV | FER |
| -- | ----------- | -- | - | - | - | -- | -- | --- | -- | ----------------------------------- |  | --- | --- | --- | --- |
| 1  | Juventus    | 6  | 5 | 0 | 1 | 14 | 4  | +10 | 15 | Đi tiếp vào vòng đấu loại trực tiếp |  | —   | 0–2 | 3–0 | 2–1 |
| 2  | Barcelona   | 6  | 5 | 0 | 1 | 16 | 5  | +11 | 15 | Đi tiếp vào vòng đấu loại trực tiếp |  | 0–3 | —   | 2–1 | 5–1 |
| 3  | Dynamo Kyiv | 6  | 1 | 1 | 4 | 4  | 13 | −9  | 4  | Chuyển qua Europa League            |  | 0–2 | 0–4 | —   | 1–0 |
| 4  | Ferencváros | 6  | 0 | 1 | 5 | 5  | 17 | −12 | 1  |                                     |  | 1–4 | 0–3 | 2–2 | —   |

1. 1 2  Bằng điểm đối đầu (3). Hiệu số bàn thắng thua đối đầu: Juventus +1, Barcelona –1.

| Dynamo Kyiv | 0–2      | Juventus          |
| ----------- | -------- | ----------------- |
|             | Chi tiết | - Morata 46', 84' |

| Barcelona                                                               | 5–1      | Ferencváros            |
| ----------------------------------------------------------------------- | -------- | ---------------------- |
| - Messi 27' (ph.đ.) - Fati 42' - Coutinho 52' - Pedri 82' - Dembélé 89' | Chi tiết | - Kharatin 70' (ph.đ.) |

### Bảng H
| VT | Đội                 | ST | T | H | B | BT | BB | HS  | Đ  | Giành quyền tham dự                 |  | PAR | RBL | MUN | IBFK |
| -- | ------------------- | -- | - | - | - | -- | -- | --- | -- | ----------------------------------- |  | --- | --- | --- | ---- |
| 1  | Paris Saint-Germain | 6  | 4 | 0 | 2 | 13 | 6  | +7  | 12 | Đi tiếp vào vòng đấu loại trực tiếp |  | —   | 1–0 | 1–2 | 5–1  |
| 2  | RB Leipzig          | 6  | 4 | 0 | 2 | 11 | 12 | −1  | 12 | Đi tiếp vào vòng đấu loại trực tiếp |  | 2–1 | —   | 3–2 | 2–0  |
| 3  | Manchester United   | 6  | 3 | 0 | 3 | 15 | 10 | +5  | 9  | Chuyển qua Europa League            |  | 1–3 | 5–0 | —   | 4–1  |
| 4  | İstanbul Başakşehir | 6  | 1 | 0 | 5 | 7  | 18 | −11 | 3  |                                     |  | 0–2 | 3–4 | 2–1 | —    |

1. 1 2  Bằng điểm đối đầu (3). Hiệu số bàn thắng thua đối đầu: Paris Saint-Germain +1, RB Leipzig 0.

| Paris Saint-Germain  | 1–2      | Manchester United                      |
| -------------------- | -------- | -------------------------------------- |
| - Martial 55' (l.n.) | Chi tiết | - Fernandes 23' (ph.đ.) - Rashford 87' |

| RB Leipzig          | 2–0      | İstanbul Başakşehir |
| ------------------- | -------- | ------------------- |
| - Angeliño 16', 20' | Chi tiết |                     |